# فهد بن مشعل بن سعود بن عبد العزيز آل سعود
الأمير فهد بن مشعل بن سعود بن عبد العزيز آل سعود (12 سبتمبر 1969)، طيار ورجل أعمال وناشط في مجال الطيران والصناعات والخدمات اللوجستية وشارك في صياغة وتنظيم العديد من القوانين واللوائح الفنية. ويشغل منصب رئيس جمعية الطيران بدول مجلس التعاون لدول الخليج العربية، ورئيس مجلس إدارة جمعية الطيران السعودية.

## مسيرته
من مواليد مدينة جدة في المملكة العربية السعودية، وحاصل على رخص عديدة في قيادة الطائرات من كل من إدارة الطيران الفيدرالية (FAA)، والهيئة العامة للطيران المدني السعودية GACA. كما أنه حاصل على بكالوريوس في علم الاجتماع من جامعة الملك عبد العزيز بجدة.
يتمثل نشاطه المجتمعي في رئاسة وعضوية عدة جمعيات في المملكة العربية السعودية، منها:
- رئيس مجلس إدارة جمعية الطيران السعودية.[2]
- رئيس مجلس إدارة شركة جزلة القابضة.
- رئيس جمعية الطيران لدول مجلس التعاون لدول الخليج العربية.

كما أنه عضو في:
- جمعية الطيارين وملاك الطائرات الأمريكية.
- جمعية جستن.
- جمعية نقاء.
- الجمعية السعودية للإدارة.

## الأنشطة الثقافية
- ديوانية الأمير فهد بن مشعل الثقافية وتعنى بطرح المواضيع ذات الاهتمامات العامة والتخصصية التي تحظى بالتفاعل والاهتمام على المستويين الشعبي والرسمي.
- كتب عدة مقالات في صحف محلية.
- ناشط في مجال الاعلام الجديد وله عدد من اللقاءات التلفزيونية والاذاعية.

يتمثل نشاطه الجمعوي برئاسة عدة جمعيات في المملكة العربية السعودية، منها:
- رئيس مجلس إدارة جمعية الطيران السعودية ومجلس إدارة شركة جزلة القابضة.
- رئيس جمعية الطيران لدول مجلس التعاون لدول الخليج العربية.

بالإضافة لذلك هو عضو في:
- جمعية الطيارين وملاك الطائرات الأمريكية AOPA.
- جمعية جستن.
- جمعية نقاء.
- الجمعية السعودية للإدارة.

## محاضرات
- (الطيران أسلوب حياة) جامعة الملك عبد العزيز - جدة 2018.
- (صناعة الطيران وفق رؤية 2030) مقرن الخطوط السعودية - جدة 2019.

## أسرته
والدته هي سارة بنت فيصل بن تركي الأول بن عبد العزيز آل سعود، وهو متزوج من الأميرة غادة بنت فهد بن عبد الله الدامر، وأنجبا:
- الأميرة لين بنت فهد بن مشعل آل سعود، متزوجة الأمير عبدالعزيز بن فيصل بن عبدالمجيد بن عبدالعزيز آل سعود ولها الأمير عبدالمجيد
- الأميرة سارة بنت فهد بن مشعل آل سعود.
- الأمير سلطان بن فهد بن مشعل آل سعود.